# George Clinton
George Clinton (n. 22 iulie 1941) este un cântăreț, compozitor, lider de trupă și producător muzical american fiind totodată principalul membru al mișcării P-Funk. A fost "creierul" formațiilor Parliament și Funkadelic în anii '70 și la începutul anilor '80 iar în 1981 și-a început cariera de artist solo. A fost numit unul dintre cei mai proeminenți inovatori ai muzicii funk alături de James Brown și Sly Stone. Clinton a devenit membru al Rock and Roll Hall of Fame în 1997, fiind inclus împreună cu alți 15 membrii ai Parliament-Funkadelic.

## Discografie

### Albume de studio
- Computer Games (5 noiembrie 1982)
- You Shouldn't-Nuf Bit Fish (decembrie 1983)
- Some of My Best Jokes Are Friends (1985)
- R&B Skeletons in The Closet (1986)
- The Cinderella Theory (2 august 1989)
- Hey Man, Smell My Finger (1993)
- Dope Dogs (25 noiembrie 1994)
- T.A.P.O.A.F.O.M (11 iunie 1996)
- How Late Do U Have 2BB4UR Absent? (6 septembrie 2005)
- George Clinton and His Gangsters of Love (16 septembrie 2008)

### Albume live
- Mothership Connection (Live from The Summit, Houston, Texas) (1986)
- Live at The Beverly Theater in Hollywood (1990)
- 500,000 Kilowatts of P-Funk Power (Live) (2004)
- Take It to The Stage (Live) (2006)

### EP-uri
- Atomic Clinton! (EP) (1988)
- Atomic Dog (1990)

1. ↑  „George Clinton”, Internet Movie Database, accesat în 13 octombrie 2015
2. ↑  George Clinton, Discogs, accesat în 9 octombrie 2017
3. ↑  Czech National Authority Database, accesat în 1 martie 2022